# Streptochaeta
Streptochaeta is een geslacht uit de grassenfamilie (Poaceae). De soorten van dit geslacht komen voor in Noord- en Zuid-Amerika.

## Soorten
De Catalogue of New World Grasses [3 december 2011] erkent de volgende soorten:
- Streptochaeta angustifolia
- Streptochaeta sodiroana
- Streptochaeta spicata